# Українська думська громада

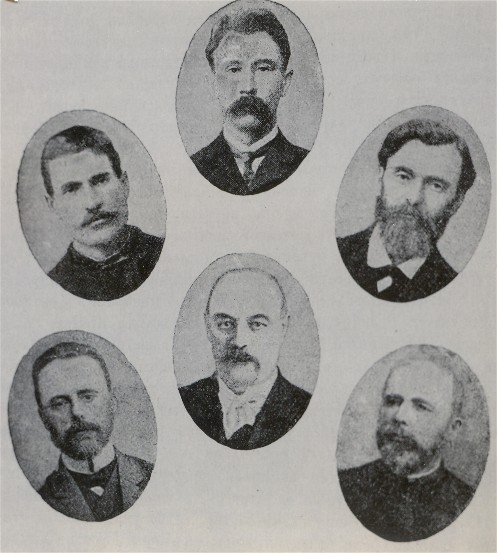
Українська думська громада

Українська думська громада — об'єднання депутатів-українців, депутатська група Державної Думи, що складалася з національно свідомих депутатів від губерній України в І та ІІ Державній думі Російської імперії. Депутати висували вимоги забезпечення Україні національно-культурної та територіальної автономії.

## Державна дума І скликання
І Державна Дума працювала в Петербурзі з 27 квітня по 8 липня 1906 р. Вибори до Думи ліво-радикальні партії Російської імперії бойкотували. У виборах брали участь Українська демократично-радикальна партія (УДРП), Українська народна партія. Серед 102 депутатів від 9 українських губерній налічувалось 24 поміщики, 42 селяни, 26 представників міської інтелігенції, 8 робітників, 1 священник. За партійною ознакою 38 депутатів були «кадетами» і співчуваючими цій партії, 28 — «трудовиками». Трудова група становила не політичну партію, а парламентську фракцію, яка об'єднувала, в основному, безпартійних селянських членів Думи.
Українська думська громада в складі 45 чоловік сформувалася майже негайно. Очолив її адвокат і громадський діяч з Чернігівщини Ілля Шраг. На першому організаційному зібранні, що відбулось 1 травня 1906 року у фракцію записалось 22 депутати, серед них: С. Т. Таран, Г. Л. Зубченко, М. С. Онацький, Л. С. Литвин, А. Ю. Тесля, А. Ф. Грабовецький, П. І. Куриленко, Т. Т. Нестеренко, М. Ф. Філоненко, З. І. Вировий, О. М. Возовик, І. І. Лисенко. На зібрані 16 травня до фракції увійшло ще семеро депутатів на чолі з адвокатом І. К. Заболотним: І. Г. Гнатенко, Л. Є. Штефанюк, В. І. Бей, А. Х. Рибачок, О. І. Романюк, П. І. Богач, А. Г. Гринюк. Всього, за даними М. С. Грушевського, до фракції записалось понад 40 депутатів (П. Чижевський, барон фон Штейнгель, В. М. Шемет, І. В. Тарасенко, М. М. Ковалевський, А. Г. В'язлов, М. Ф. Біляшівський та інші), але залишалось багато селян та інтелігенції з українських губерній, які не «уяснили для себе українського питання, або не наважились ще формально вступити».
Робота фракції будувалася на принципах західноєвропейських парламентів. Ідейним керівником Української думської громади був М. Грушевський: він підготував проєкт конституції Росії, в основі якого лежала ідея національно-територіальної децентралізації та утворення національно-культурних і територіальних автономій у Російській імперії. Був розроблений план національно-територіальної децентралізації Російської імперії, згідно з яким передбачалось утворити загальнодержавний парламент і територіальні сейми. До парламенту вибори мали бути непрямими, щоб уникнути великої його чисельності при утворенні маленьких виборчих округів і нерепрезентативності малих націй у великих округах. Територіальні сейми мали займатися справами культури, місцевої адміністрації, призначенням суддів. Чверть місць у них передбачалася для інтелігенції.
Друкованим органом української фракції був «Український вісник». Грушевський також підготував декларацію про автономію України, яку від імені Української думської громади мало бути проголошено з трибуни Думи, але 8 липня 1906 року Дума була розпущена.
Подальша доля більшості селянських депутатів була складною: багато з них зникли безвісти, іншим довелось переховуватись, хтось потрапив до психлікарні, багатьох побили до півсмерті або спалили будинки.

## Державна дума ІІ скликання
20 лютого 1907 року були проведені вибори до II Державної Думи. З 518 депутатів 65 були соціал-демократами (у І Думі — 18), 157 — «трудовиками» і есерами (94 — у І Думі). Серед 102 депутатів від українських губерній налічувалося 40 «трудовиків», 34 представників правих партій, по 11 «кадетів» і соціал-демократів (у тому числі 6 членів Спілки, 3 меншовики, 1 більшовик, 1 представник УСДРП). За соціальним станом українські губернії були представлені 16 поміщиками, 4 священниками, 17 інтелігентами, 59 селянами і 6 робітниками. Як і в І Думі, тон задавали селянські депутати як більшість.
У ІІ Державній думі (20 лютого — 3 червня 1907) українські депутати також об'єдналися в громаду, що налічувала 47 членів. Громада видавала часопис «Рідна справа — Думські вісті» (квітень—червень 1907). У ньому друкувалися промови членів Думи, заяви громадян, у яких ставилася вимога автономії України, запровадження місць самоврядування, запровадження української мови у школі, суді та церкві, утворення кафедр української мови, літератури та історії в університетах. На думку членів української фракції, зокрема сільських депутатів, ці завдання мали вирішуватися законодавчим шляхом послідовного реформування державного устрою, економічних та соціальних відносин.
Громада вимагала надати Україні в її етнографічних межах політичну автономію, запровадити українську мову в школах, судових і адміністративних органах. Щодо головного питання революції — аграрного — в громаді не існувало єдиної думки. «Кадетські» депутати відстоювали передачу частини поміщицьких земель селянам за викуп, а селянські підтримували трудовиків — за конфіскацію поміщицьких земель і націоналізацію всієї землі. Для висвітлення своєї діяльності в Думі громада заснувала друкований орган — журнал «Український вісник», в якому співпрацювали М. Грушевський, І. Франко, М. Туган-Барановський.
У складі української фракції ІІ Думи було 47 осіб. Серед них Н. Долгополов, Ю. А. Сайко, А. Ю. Гриневич, В. І. Хвіст, С. В. Нечитайло, А. Н. Наумчак, М. К. Рубісов, Вовк-Карачевський, В. Г. Сахно, Є. К. Чигирик, С. К. Матвіїв, П. С. Мороз та ін.
Під час роботи Думи було прийнято рішення про вихід членів української фракції з усіх інших думських партійних об'єднань. Передчасний розпуск II Думи перервав процес формування української фракції. У II Думі українська фракція виступила з декларацією, створеною на базі програми УДРП. Поряд з загальнодемократичними вимогами свободи слова, друку, амністії політичним в'язням тощо проголошувалася необхідність надання автономії Україні, українізації шкільної освіти. 3 червня II Державну Думу було розігнано.

## Державна дума ІІІ та IV скликання
З червня 1907 р. Микола II видав новий виборчий закон, який забезпечував цілковиту перевагу в новому складі Думи поміщикам і представникам буржуазії. У III Державній думі, що працювала з 1 листопада 1907 року до 9 червня 1912 року, переважали великі землевласники й консервативно налаштовані депутати. З 442 депутатів, дев'ять українських губерній представляли 95 депутатів. Української думської громади в її складі створено не було, а в IV Державній думі (15 листопада 1912 — 6 жовтня 1917) із 442 депутатів дев'ять губерній Наддніпрянщини представляли 96 депутатів. Причиною цього став антидемократичний виборчий закон, прийнятий урядом П. Столипіна, репресивна політика центральної та місцевої адміністрації щодо всіх демократичних, національних партій, тиск на виборців під час голосування. Серед депутатського корпусу 29 депутатів чітко позиціювали себе як захисники національних інтересів України. Однак такої кількості виявилося замало для створення в Державній Думі самостійної української фракції.
Однак, існувала неформальна група українських депутатів, а на засіданнях III і IV Дум обговорювалися питання про українську мову і виділення Холмщини в окрему російську губернію. 29 березня 1908 року за підписом 37 депутатів було подано законопроєкт про запровадження з 1908—1909 навчального року в районах етнічного розселення українців увести вивчення української мови в початковій школі, видання підручників та книжок з урахуванням українських умов, використання української мови в сільських судах, при цьому вивчення російської мови залишалося обов'язковим. Однак законопроєкт було розглянуто лише частково, а потім передано до комісії з питань народної освіти, де він і загубився.
У жовтні 1910 року після тривалих обговорень і наступного голосування використання української мови в початковій школі було заборонено. А в лютому 1914 р. у доповіді міністру внутрішніх справ полтавський губернатор Багговут рекомендував залучати в українських губерніях на посади вчителів, інспекторів, ректорів, священників тільки великоросів; звільняти з посади усякого вчителя, який виявляє прихильність до українського; субсидувати газети в Києві, Харкові, Полтаві, Катеринославі для боротьби проти українців; викорінювати використання назв «Україна», «український», доводити, що «Україна» — це просто окраїна держави в минулі часи тощо.
Для посилення антипольської та антиукраїнської політики III Дума прийняла закон про виділення Холмщини. Ним передбачалось територію з українським населенням відокремити в губернію. На думку авторів проєкту, цей крок підривав польський вплив і полегшував асиміляторську політику російського уряду щодо українців.
У IV Думі існувала група українських депутатів, одним з лобістів якої був Михайло Родзянко. На захист українців виступили представники різних політичних сил, зокрема конституційний демократ («кадет») П. Мілюков, «трудовик» В. Дзюбинський, соціал-демократ Г. Петровський. Було порушене питання про автономію України, яке здобуло підтримку з боку відомих політичних діячів, депутатів О. Керенського, П. Мілюкова, Г. Петровського, А. Шингарьова. Професор С. Іванов вимагав заснування українознавчих кафедр в університетах, а єпископ Никон — введення української мови у школах.